# 21st Century Schizoid Band
21st Century Schizoid Band byla skupina složená z bývalých členů King Crimson, založená v roce 2002.
Jméno skupiny bylo odvozeno od slavné písně "21st Century Schizoid Man" z prvního alba King Crimson In the Court of the Crimson King. Původní skupinu tvořili Mel Collins saxofony, flétna a klávesy, Michael Giles bicí, Peter Giles baskytara, Ian McDonald alt saxofon, flétna a klávesy a Jakko Jakszyk kytara a zpěv. Všichni kromě Jakszyka byli členy King Crimson již v raných začátcích. Ian Wallace, další bývalý člen skupiny King Crimson z toho samého období, nahradil Mike Gilese začátkem roku 2003 po japonském turné skupiny. Další mezinárodní turné následovala v letech 2003 a 2004.
Skupina hrála živě se zaměřením na skladby z prvních čtyř alb King Crimson a další skladby od členů skupiny včetně alba McDonald and Giles. Vydali čtyři alba, která obsahovala převážně živé nahrávky, ale i nové skladby jako McDonaldovu "Let There Be Light" (z jeho sólového alba Driver's Eyes) a "Catley's Ashes," Jakszykovu instrumentálku, která později vyšla na jeho sólovém albu The Bruised Romantic Glee Club (2006).

## Diskografie
- Official Bootleg V.1 (2002)
- Live in Japan (2003, CD a DVD)
- Live in Italy (2003)
- Pictures of a City – Live in New York  (2006)